# クプヤンシク＝ヴズロヴィイ
クプヤンシク＝ヴズロヴィイ（ウクライナ語: Куп'янськ-Вузловий; ロシア語: Купянск-Узловой、クピャンスク＝ウズロヴォイ）は、ウクライナ、ハルキウ州のクプヤンシク地区にある都市型集落である。ドン川流域のオスキル川の東岸に位置する。クプヤンシク＝ヴズロヴィイはクプヤンシク都市型フロマーダに属する。2021年の推計人口は8,397人。

## 歴史
この集落は同名の鉄道駅としての役目を果たすために、ロシア帝国のハルキウ県に作られた。
第二次世界大戦中、1942年7月から1943年2月まで枢軸国によって占領された。
1956年、都市クラブが建設された。
1989年1月時点の人口は13,196人であった。
2020年7月19日までは、旧クプヤンシク・フロマーダに属していた。旧クプヤンシク・フロマーダはウクライナの行政改革の一環として2020年7月に廃止された。

## 経済

### 交通
クプヤンシク＝ヴズロヴィイ駅は重要な鉄道ジャンクションであり、ハルキウ、スヴャトヒルシク、セヴェロドネツィク、そしてクプヤンシクを介してロシアのスタールイ・オスコルを結んでいる。
本集落からはハルキウとセヴェロドネツィクを結ぶ高速H26号線を利用できる。